# Appendix Probi

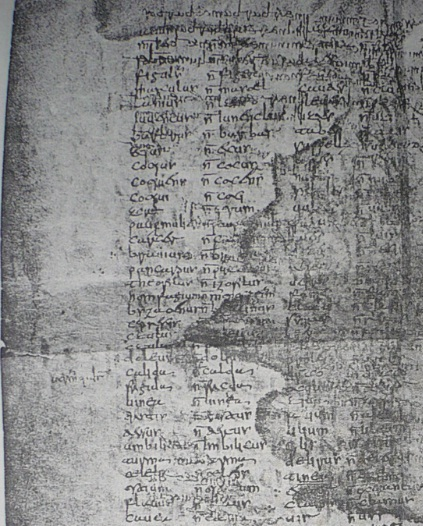

El Appendix Probi ("Apéndice de Probo") es un palimpsesto añadido a Instituta Artium, obra escrita en el siglo III o IV por el gramático Marco Valerio Probo. Este texto sobrevive únicamente en un manuscrito del siglo VII u VIII. En el pasado, se atribuyó a Probo, pero hoy en día se descarta su autoría.
El Appendix contiene una lista de errores comunes en el latín escrito de su tiempo. Entre estos errores se pueden observar tendencias de la gramática y pronunciación del vernáculo contemporáneo, encaminado a convertirse en los varios idiomas romances. Las correcciones del autor presentan una pista de cómo el latín iba evolucionando en ese entonces. Por ejemplo, la corrección PASSIM NON PASSI ("passim, no passi") o NVMQVAM NON NVMQVA ("numquam, no numqua") le dice al lector que la palabra se debe escribir con una M al final. El hecho de que este fuera un error común sugiere que la M no representaba ya ningún sonido. Muchos de estos errores se volverían después parte estándar de varios idiomas romances, como por ejemplo nunca en español.
En algunos casos, el documento recomienda escribir las palabras en una forma que no era la usual en el latín clásico, como por ejemplo AMFORA NON AMPORA ("amfora, no ampora") recomienda usar una F, pero esta palabra se escribía normalmente con PH: AMPHORA.

## Fenómenos visibles en las correcciones ortográficas
Nótese que el formato de las correcciones es "(forma correcta), not (forma incorrecta)". 

### Síncopa (pérdida de vocal interior en posición postónica)
- speculum non speclum
- masculus non masclus
- uernaculus non uernaclus
- angulus non anglus
- uetulus non ueclus
- uitulus non uiclus
- articulus non articlus
- oculus non oclus
- calida non calda
- uiridis non uirdis

### Desarrollo de layoda partir de vocales anteriores enhiato
- uinea non uinia
- cauea non cauia
- lancea non lancia
- ostium non osteum
- lilium non lileum
- alium non aleum
- tolonium non toloneum

### Paso de /ŭ/ a [o]
- columna non colomna
- turma non torma
- coluber non colober

### Monoptongación de /au̯/ en [o]
- auris non oricla

### Apócope (pérdida de-ma final de palabra)
- pridem non pride
- olim non oli
- idem non ide
- nunquam non nunqua
- passim non passi

### Pérdida de la consonante /h/
- adhuc non aduc
- hostiae non ostiae

### Reducción de /-ns-/ a /-s-/
- mensa non mesa
- ansa non asa
- formosus non formunsus
- hercules non herculens
- occasio non occansio

### Pérdida intervocálica/β/ antes de una vocal posterior
- riuus non rius
- flauus non flaus
- auus non aus
- pauor non paor

### Confusión de /b/ por /β/
- baculus non uaclus
- brauium non brabium
- alueus non albeus
- plebes non pleuis
- uapulo non baplo

### Confusión de tonos simples y geminados
- camera non cammara
- garrulus non garulus
- basilica non bassilica
- aqua non acqua
- draco non dracco

### Eliminación de sustantivos imparisílabos
- grus non gruis
- pecten non pectinis
- glis non glirus

### Adaptación de adjetivos de la TerceraDeclinacióna primera clase (2-1-2)
- tristis non tristus
- pauper mulier non paupera mulier
- acre non acrum
- ipse non ipsus

### Adaptación de sustantivos femeninos de la Cuarta Declinación a la Primera Declinación
- nurus non nura
- socrus non socra

### Adaptación de femeninos de las Declinaciones Tercera y Cuarto a la Primera Declinación mediante sufijo diminutivo
- auris non oricla
- fax non facla
- neptis non nepticla
- anus non anucla

### Adaptación del plural neutro a la Primera Declinación
- uico castrorum non uico castrae

### Eliminación del caso Ablativo
- nobiscum non noscum
- uobiscum non uoscum

### Alteración del Nominativo Singular-es(en la Tercera Declinación) por-is
- cautes non cautis
- tabes non tabis
- uates non uatis
- uulpes non uulpis
- fames non famis
- sedes non sedis

### Reducción de las terminaciones-esy-isa-s
- orbis non orbs
- nubes non nubs

### Pérdida de laflexiónmasculina-us
- figulus non figel
- masculus non mascel
- barbarus non barbar

### Metátesis,asimilación,disimilacióny otros fenómenos fonéticos.
- persica non pessica
- iuniperus non ieniperus
- grundio non grunnio
- sibilus non sifilus
- pegma non peuma
- coqus non cocus
- coquens non cocens
- coqui non coci